# Kalanoro
Kalanoro (Fahasivy) ist die Bezeichnung für einen kryptischen Humanoiden, welcher angeblich als Geist auf Madagaskar leben soll. Die Tradition besagt, dass die gnomartigen Wesen früher in der Regenwäldern gelebt hätten, aber aufgrund von Habitatverlust seien sie in der körperlichen Form ausgestorben.
Kalanoro werden als kleine, behaarte Menschlein mit Reißzähnen beschrieben. Ihre Beine seien rückwärtsgerichtet mit rückwärtsgerichteten Füßen und ihre Augen glühen rot. Ihr Haar und die Nägel sind lang und ungepflegt. Sie leben einzeln, ernähren sich von rohem Fleisch und haben eine „jammernde Stimme“ (whining voice), welche Hunden Angst einjagt.
Geschichten über die Kalanoro variieren in Bezug auf deren Charakter. Teils werden sie als bösartige Geister dargestellt, die Kinder stehlen, Menschen töten oder ausrauben. In jüngerer Zeit werden sie auch mit Alkoholismus in Verbindung gebracht. Andererseits gibt es Geschichten, in welchen sie als loyale Diener ihrer menschlichen Begleiter dargestellt werden und sogar paternalistisches Interesse an Menschen haben. Eine Legende der Sakalava erzählt, das die Kalanoro Kinder entführen, aber nur, weil die Kinder bei ihren Eltern eine schlechte Behandlung erleben. Sobald die Wünsche der Kalanoro erfüllt werden, kehren die Kinder zurück.
Die Kalanoro wurden in einer Episode der Serie Destination Truth besprochen.

## Kalanoro in der Religiösen Praxis
Kalanoro werden als dienstbare Geister für Menschen dargestellt. Es heißt, dass sie stehlen und als clairvoyants für ihre Menschen dienen, welche die Kalanoro auch für Heilungen benutzen können. Wenn eine Person die Dienste eines Kalanoro in Anspruch nehmen möchte, besucht sie das Heim eines „Eigentümers“ bei Nacht und verhandelt mit diesem durch eine Wand hindurch oder eine geschlossene Tür. Wenn die Stimme des „Eigentümers“ sich verändert, nasal und hoch-tönend wird, spricht der Kalanoro durch den „Eigentümer“. Kalanoro sollen den Menschen durch Träume und Visionen auch Fady (Tabus) auferlegen.
Teilweise gelten auch die Vazimba als Geister der Kalanoro.